# 베이비복스 리브
베이비 복스 리브 (Baby V.O.X. Re.V)는 대한민국의 5인조 걸 그룹이며, 베이비복스의 2기이다. 2009년 해체되었다.

## 역사
베이비복스 2기인 베이비 복스 리브는 투야와 지니스 출신의 안진경을 비롯해서 양은지, 황수현, 한애리, 명사랑 등으로 구성되었다. 2007년 2월 타이틀곡 Shee로 데뷔한다. 타이틀곡으로 활발하게 활동하고 후속곡 Never Say Good-bye로 활동 당시 멤버 명사랑이 탈퇴해서 4인체제로 활동한다. 2007년 말 멤버 한애리도 탈퇴한다. 2008년 안진경과 양은지와 지니스 활동했던 오민진과 박소리를 영입해서 2008년 여름 2집 I Believe로 컴백을 한다. 2집부터는 베이비복스 리브가 아닌 베이비복스로 개명하면서 활동을 시작하는데 베이비복스 팬덤과 대중들에게 엄청난 비난을 받게 된다. 그로인해 1집보다 더 주목을 끌지 못하였다. 2집 종료 후 멤버 양은지가 탈퇴를 하고 2009년 소속사인 DR뮤직에 노예계약(부정계약)건으로 법정공방을 통해 안진경도 탈퇴를 하게 된다. 2010년대 초반 안진경은 솔로가수와 배우로 활약하였다.
2006년 베이비복스 멤버 전원이 탈퇴하자 소속사 DR뮤직은 2005년 일명 '일본판 베이비복스'로 데뷔시켰던 지니스의 양은지와 그룹 투야 출신 안진경등을 모아 베이비복스 2기를 결성시킨다. 데뷔 전부터 멤버가 중국 드라마 출연 러브콜을 받는 등 이슈가 되었고 1기 멤버인 간미연 역시 "2기가 기대된다"고 말했다. '베이비복스 2기'의 이름은 '베이비복스 리브'로 결정되어 2006년 12월, 몽골에서 데뷔 무대를 가졌다. 다음 해 2월 데뷔 싱글 'Shee'를 발매했고 '엉덩이 춤'등이 큰 화제가 되어 인기를 끌었다. 하지만 곧 이어 멤버 명사랑이 탈퇴를 선언했고 그 해 연말 멤버 한애리가 성형수술을 하던 중 과다출혈로 중환자실행을 했다는 사실이 보도되어 결국 팀을 떠났다. 하지만 그는 성형수술이 아닌 턱교정술임을 정정했고 2013년, 그의 지인은 “기획사에서 그렇게 요구한다고 들었다. 성형수술을 받아들이는 사람은 남고 아니면 떠난다고 하더라"라고 증언해 충격을 주었다.
데뷔를 하고 1년이 채 되지 않는 기간 동안 멤버 두명이 탈퇴하는 치명타를 입은 DR뮤직은 새멤버 오민진과 박소리를 영입한다. 2008년, '리브' 꼬리표를 떼고 '베이비복스'라는 이름 그대로 2집 음반을 발매하지만 저조한 성적으로 활동을 마감한다. 이 후 멤버 양은지가 탈퇴를 선언하고, 베이비복스 리브는 두 장의 앨범을 끝으로 해체되었다. DR뮤직은 2009년, 베이비복스를 3기 체제로 돌입하여 태국인과 중국인 멤버를 포함해 출범시킬 예정이었으나, 소속사의 사정으로 무산되고 2011년, 베이비복스 3기 연습생들을 모아 7인조 다국적 걸그룹 라니아를 데뷔시켰다.2014년 리코와 조이가 탈퇴하여 5인조 걸그룹으로 재정비되었다.

## 앨범
- 1집 《오(五).가(歌).무(舞).세(世).경(炅)》(2007년)
- 2집 《I Believe》(2008년)

## 경력
- 하이서울브랜드 홍보대사 (2007년)
- 육군 홍보대사 (2007년)
- 국기원 태권도 홍보대사 (2007년)
- 캄보디아 삼낭로또 모델